# Бонистика

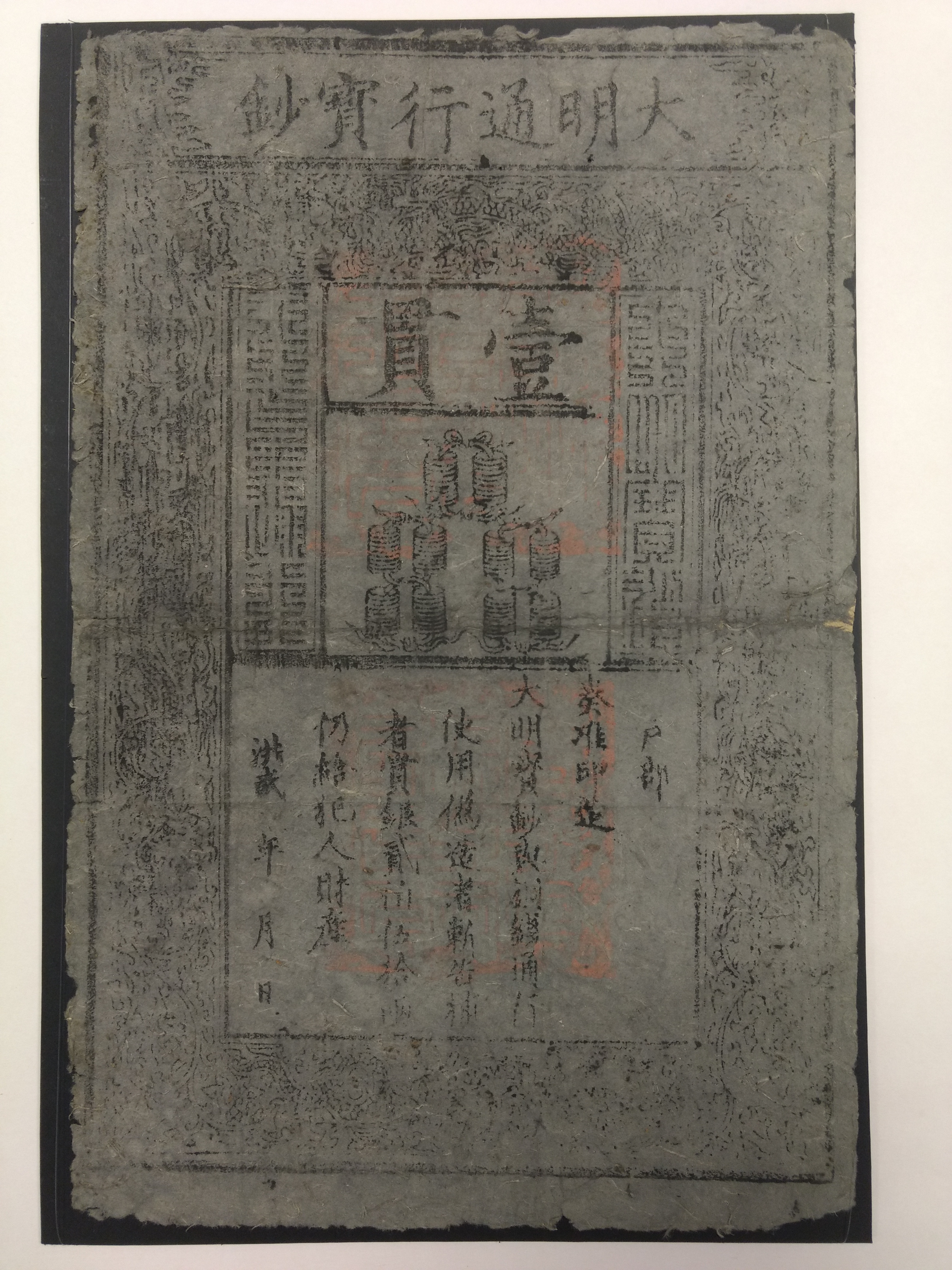
Китайская банкнота эпохи империи Мин

Бони́стика (фр. bonistique) — вспомогательная историческая дисциплина, изучающая денежные знаки и боны как исторические документы, отражающие экономическое и политическое положение общества. Возникла в начале XX века и тесно связана с нумизматикой.
Коллекционирование бумажных денежных знаков также называют бонистикой.

## История
Предполагается, что коллекционирование бумажных денежных знаков возникло в Китае, уже после появления первых бумажных денежных знаков.
Однако систематическое коллекционирование бумажных денег в мире началось с 1940-х годов. Причём поворотным моментом в данной области коллекционирования считаются 1970-е годы, когда бонистика была признана самостоятельной ветвью коллекционирования. В то же самое время в некоторых развитых странах, таких как США, Германия, Франция, начали издаваться национальные каталоги, посвящённые бумажным деньгам.
В 1961 году сформирована международная ассоциация коллекционеров бумажных денежных знаков — International Bank Note Society (IBNS). Сейчас ассоциация имеет несколько тысяч членов по всему миру. Ежеквартально ассоциация выпускает журнал, проводит различные лекции на конгрессах. В составе IBNS действовало Русское отделение (Russian (IBONS) Chapter), но в настоящее время оно отсутствует.
Одним из главных сподвижников был Альберт Пик, автор ранних каталогов бумажных денежных знаков, в которых объяснил цели коллекционирования бумажных денежных знаков и дал определение данному виду коллекционирования. Также Альберт Пик — автор основной части каталога «Standard Catalog of World Paper Money» («Стандартный каталог бумажных денег мира»), который ныне выпускается в трёх томах. Каталог состоит из нескольких тысяч страниц и содержит почти всю информацию о бумажных деньгах всех стран мира за всю историю их существования, каталог ежегодно обновляется.
В России первые коллекции появились после появления первых ассигнаций в 1769 году. Ошибочно считается, что зарождение бонистики относится к периоду после Первой мировой войны, когда в результате инфляции появилась масса местных суррогатов денег. Одной из первых публикацией считается книга С. И. Чижова «Первые русские государственные ассигнации», но были и другие более ранние публикации по бонам, в том числе и С. И. Чижова. Нельзя забывать, что боны реже сохраняются, чем монеты, и наследники не уделяли им должного внимания, отсюда и отсутствие старых коллекций бон.
Основой коллекции Эрмитажа бон служит коллекция, приобретённая в 1928 году у Г. Н. Лихачёва, которую он купил с тележки у старьёвщика в 1919 году. Она была крупнейшим известным собранием бон Санкт-Петербурга до революции.
Наиболее интенсивно бонистика начала развиваться в 1920-е годы в СССР. Именно в этот период в стране обращалось огромное количество самых различных видов денежных знаков, выпущенных в своё время правительством Российской империи, Временным правительством, Советской властью, региональными и местными властями различных регионов, городов и, наконец, частными компаниями. Огромную роль в становлении отечественной бонистики сыграл Ф. Г. Чучин — автор проекта о монополии на внешнюю торговлю филателистическим материалом и бонами, впоследствии этот проект приобретает силу закона. В этот период начинают издаваться журналы «Советский филателист» (1924 г.) и «Советский коллекционер» (1925 год.). Также следует отметить, что Чучин был автором одного из самых полных каталогов того времени.
Во второй половине 1920-х годов в Москве и некоторых других городах страны коллекционные подборки бон, составленные Советской Филателистической ассоциацией, продавались в специализированных магазинах.
В 1953 году Н. Кардаков опубликовал свой труд «Каталог денежных знаков России и балтийских стран», который стал фундаментом для многих последующих работ. Кардаков построил систему каталогизации русских бумажных денежных знаков, которая до сих пор многими коллекционерами признаётся лучшей, а каталог Кардакова стал библиографической редкостью.
С 1930-х годов увлечение бонистикой пошло на спад. Однако с 1980-х годов наблюдался подъём в этой области коллекционирования. Стали публиковаться различные статьи в газетах и журналах, появляются первые современные каталоги. В результате политических и экономических кризисов начала 1990-х годов интерес к бонистике спал. Огромное количество бон было вывезено за границу. С начала XXI века и по сей день наблюдается стабильный рост коллекционеров, называющих себя бонистами.

## Направления бонистики

В условиях бартера и дефицита денег зарплату рабочим Красноярского ЭВРЗ в 1996—1997 выдавали чеками 50000 рублей

См.: Категория:Деньги, Категория:Деньги России, Категория:Изображения:Деньги

### Железнодорожная бонистика
Бонистика железнодорожная — коллекционирование бумажных денежных знаков различного достоинства (бон), выпускаемых в оборот временно в качестве разменных денег, на которых нанесены изображения, отражающие железнодорожную тематику.
Так, Уссурийский локомотиворемонтный завод, Красноярский ЭВРЗ в разное время выпускали собственные боны.

### Бонистика денежных суррогатов
Боны, выпускавшиеся в качестве заменителей денег различными предприятиями, товариществами, акционерными обществами, трестом Арктикуголь, Внешпосылторгом, Внешторгбанком и многими другими по всему миру.

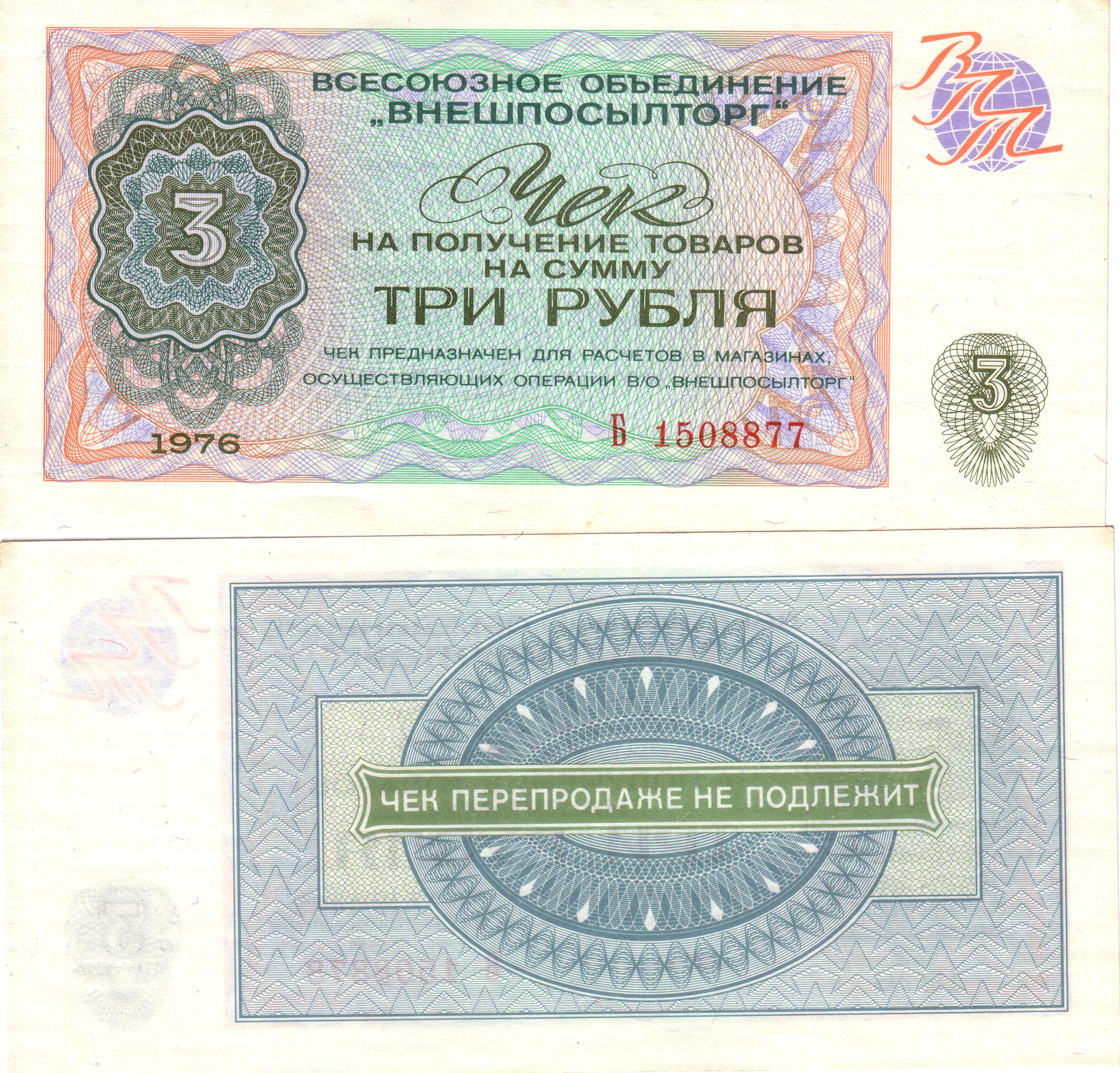
Валютный чек Внешпосылторга. СССР, 1976

См.: Билет МММ, Уральский франк, Категория:Изображения:Денежные суррогаты

### Бонистика никогда не существовавших денег
Само название очень условно, поскольку материал для коллекционирования не имеет отношения к деньгам.
Выпуски сувенирных купюр никогда не существовавших государств, деньги для потустороннего мира ЮВА, юмористические деньги и пр.
См.: Китайские ритуальные деньги

## Стоимость бон
Основная стоимость бон зависит от следующих факторов:
- Сохранность (см. Оценка состояния бумажных денежных знаков).
- Год выпуска.
- Водяные знаки (бывают разные).
- Подписи должностных лиц и надписи.
- Надпечатки.
- Образец или не образец.
- Определённые серии, например АА.